# Carola Cicconetti
Carola Cicconetti (Roma, 3 de enero de 1962) es una deportista italiana que compitió en esgrima, especialista en la modalidad de florete. Ganó tres medallas en el Campeonato Mundial de Esgrima en los años 1982 y 1983, y dos medallas en el Campeonato Europeo de Esgrima en los años 1982 y 1983.

## Palmarés internacional
| Campeonato Mundial | Campeonato Mundial | Campeonato Mundial | Campeonato Mundial  |
| Año                | Lugar              | Medalla            | Prueba              |
| ------------------ | ------------------ | ------------------ | ------------------- |
| 1982               | Roma (Italia)      | Medalla de oro     | Florete por equipos |
| 1983               | Viena (Austria)    | Medalla de oro     | Florete por equipos |
| 1983               | Viena (Austria)    | Medalla de plata   | Florete individual  |
| Campeonato Europeo |                    |                    |                     |
| Año                | Lugar              | Medalla            | Prueba              |
| 1982               | Mödling (Austria)  | Medalla de bronce  | Florete individual  |
| 1983               | Lisboa (Portugal)  | Medalla de plata   | Florete individual  |